# 224.
◄ | 2. stoljeće | 3. stoljeće | 4. stoljeće | ►
◄ | 190-ih | 200-ih | 210-ih | 220-ih | 230-ih | 240-ih | 250-ih | ►
◄◄ | ◄ | 221. | 222. | 223. | 224. | 225. | 226. | 227. | ► | ►►
Astronomija • Književnost • Kršćanstvo

## Rođenja
- Kar, rimski car († 283.)

## Vanjske poveznice
|  | Zajednički poslužitelj ima još gradiva o temi 224. |